# Gustaf Liljhagen
Gustaf Edvard Liljhagen, född 27 juni 1860 på Åsen i Voxtorps socken, Jönköpings län, död 25 september 1944 i Strängnäs, var en svensk mejerist.
Gustaf Liljhagen var son till lantbrukaren Sven Håkan Bengtsson. Han genomgick Alnarps lantbruksinstitut 1880–1882 samt bedrev mejeristudier i Danmark, Nederländerna och Tyskland 1882–1883. Liljhagen blev 1883 länsagronom i mejerihushållning i Östergötlands län och utnämndes 1889 till statens instruktör i mejerihushållning. 1905 ändrades hans titel till statskonsulent, och samtidigt förordnades han till föredragande i mejeriärenden i Lantbruksstyrelsen. Han avgick från sina poster 1925. Liljhagen företog vidsträckta studieresor i Europa. Han utförde ett banbrytande arbete inom svensk mejerihantering. Han medverkade vid organiserandet av mejeriundervisningen i Sverige och var under hela sin tjänstetid inspektör för mejeriskolorna. Han var även initiativtagare till de allmänna ostutställningarna, till länsutställningarna av smör och ost samt till den svenska mejeridriftsstatistiken. På Liljhagens initiativ startades svenska smörprovningarna, där han tillhörde förvaltningsutskottet 1901–1929, och han bildade Svenska mejerikonsulentföreningen och Svenska mejeristföreningen, i vilka han var ordförande. Bland Liljhagens skrifter märks Några meddelanden rörande den svenska mejerihandteringen åren 1800–1900... (1900). Liljhagen blev ledamot av Lantbruksakademien 1899. Från 1906 var han bosatt i Strängnäs, där han innehade en mängd uppdrag, bland annat som ledamot av stadsfullmäktige 1906–1920 och ordförande i drätselkammaren 1908–1918.